# Spaced learning
Spaced learning är en engelsk undervisningsmetod som är speciellt utformad för att inkoda långtidsminnen under en enda lektion.
Metoden går ut på att det material som ska läras ut gås igenom (i komprimerad form och med viss variation) tre gånger, separerade av två 10 minuters pauser då eleverna får ägna sig åt aktiviteter som inte är relaterade till själva undervisningen. Det är dessa pauser som skiljer metoden från vanlig repetition. Metoden utvecklades av lärare och neurofysiologer under perioden 2005-2011.
Spaced learning ska inte blandas ihop med tidsfördelad repetition, som går ut på att befästa kunskap genom att plocka fram den ur minnet flera gånger, fördelat på dagar, veckor eller månader (the spacing effect). Dock kan de två metoderna med fördel kombineras på ett och samma kursmaterial.